# Commissaire du gouvernement (Belgique)
Pour les articles homonymes, voir Commissaire du gouvernement.
En Belgique, le commissaire du gouvernement désigne généralement un représentant dans certaines institutions publiques ou semi-publiques, telle la Banque nationale de Belgique, l'Institut national d'assurance maladie invalidité ou les provinces . Il peut s'agir d'un représentant du gouvernement fédéral, s'agissant de grandes institutions publiques gérant des compétences fédérales, ou d'une entité fédérée, s'agissant d'une institution gérant une de leurs compétences.
Il peut aussi être un délégué spécial du gouvernement à l'accomplissement d'une mission spécifique ou ponctuelle, tel un commissaire du gouvernement à la simplification des procédures fiscales, adjoint au Ministre des Finances ou un commissaire chargé de résoudre la crise de la dioxine.
Un commissaire du gouvernement peut également être un représentant du gouvernement désigné afin de remplir une mission temporaire auprès d'un pouvoir subordonné. Il s'agit alors souvent d'un représentant du gouvernement régional, ceux-ci étant généralement compétent en matière de pouvoirs locaux.
Ainsi, en Région wallonne, si aucune majorité ne se dégage à la suite d'élections communales, un commissaire du Gouvernement pourra être désigné qui aura comme fonction d’expédier les affaires courantes. Par ailleurs, un commissaire spécial peut être désigné lorsque le gouvernement a des raisons de penser que de graves irrégularités se sont déroulées ou lorsque les autorités communales sont en défaut d'exécuter un prescrit légal, auquel cas le commissaire du gouvernement aura une mission ponctuelle d'exécution, comme dans le cas de l'affaire des guichets de Schaerbeek.

## Quelques commissaires
En mai 2021, Ihsane Haouach est nommée commissaire de l'Institut pour l'égalité des femmes et des hommes par la secrétaire d’État à l’égalité et à la diversité, Sarah Schlitz.